# Hans Rehmstedt
Hans Rehmstedt (* 17. November 1909 in Wesermünde; † 1956 in Hannover) war ein deutscher Musiker und Orchesterleiter.

## Leben
Zu Beginn der 1930er Jahre studierte Rehmstedt Violine an der Hochschule für Musik zu Berlin. Danach begann er in Berliner Tanzorchestern zu spielen. Nach und nach bildete er sein eigenes Tanzorchester, das bald ein Engagement im Café Uhlandeck erhielt; 1938 war es auf elf Musiker angewachsen und in der Nachfolge Eugen Wolffs zur Hauskapelle des Berliner Eden-Hotel avanciert. 1940 gründete Rehmstedt eine kleinere Formation (Hans Rehmstedt und seine Solisten), machte aber weiterhin mit einer Bigband Studioaufnahmen. Rehmstedts Einspielungen wurden unter den Schallplattenmarken Electrola und Columbia publiziert. Bei ihnen traten als Refrainsänger Rudi Dreyer, Henriette Schäffler, Peter Igelhoff, Rudi Schuricke und Horst Winter in Erscheinung.
Eine seiner bekanntesten Aufnahmen stammt aus dem Jahre 1938 „In Lamberts Nachtlokal“.
In der Nachkriegszeit konnte Rehmstedt nur schwer wieder Fuß fassen. Er trat eine Stelle als Orchesterleiter bei Radio Bremen an, starb aber bereits Mitte der 1950er Jahre in Hannover an den Folgen eines Autounfalls.

## Aufnahmen
- Premieren-Bummel (Eine Schlagerfolge), Gesang: Rudi Schuricke, EG 6620, 1938[1]
- Ich liebe die Sonne, den Mond und die Sterne, Gesang: Henriette Schäffler, CR 699, 1940[2]
- Amazonas, CR 734-2, 1941[3]
- Gut, Gesang: Peter Igelhoff, CR 722-2, 1941[4]
- Komm zurück, Gesang: Horst Winter, 1941[5]
- Keiner singt wie Eduard, Gesang: Horst Winter, CR 725-2, 1941[6]
- Teufelchen, CR 724-2 mit seinen Eden-Bar-Solisten (feinster Dixie-Swing) / Sand CR 731-2 COLUMBIA DW 4893 1941
- Zwei in einer großen Stadt, Gesang: Horst Winter, CR 780, 1941[7]
- Foxtrot, 1942[8]
- Du und ich im Mondenschein, Gesang: Horst Winter, OH 173, 1942[9]
- Dej Mi Své Srdce, Maria (Schenk mir dein Lächeln, Maria) Tango tschech., CR 851-1 / Ruzova Krinolina (Slow) CR 853-1 COLUMBIA DWC 109 1943
- Heut' Abend geh'n wir bummeln, CR 859, 1943[10]
- Melodie, CR 858, 1943[11]